# Hidarnes I
Per a altres personatges històrics anomenats Hidarnes, vegeu Hidarnes
Hidarnes (Hydarnes, Ὑδάρνης) (-?), noble i sàtrapa persa de Mèdia.

## Context històric
Al març del 522 aC, un mag anomenat Gaumata va obtenir el poder en l'imperi persa fent-se passar per Esmerdis, el germà del rei Cambises II. Gaumata va poder fer-ho, ja que l'Esmerdis veritable havia estat secretament assassinat per ordre del seu germà. Immediatament Cambises va marxar contra l'usurpador, però va morir abans d'arribar a Pèrsia. El fals Esmerdis va poder així governar.
Segons l'historiador grec Heròdot d'Halicarnàs, Òtanes, germà de la mare de Cambises II i Esmerdis, va ser el primer a sospitar de l'engany. Otanes va convidar a Ardumanish i a Gòbries a tractar l'assumpte. Junts van decidir compartir el secret amb altres tres conspiradors: Hidarnes (en persa antic Vidarna), fill de Bagâbigna, Intafernes i Megabazos I. Estaven tots fent plans quan va arribar Darios I i se'ls va afegir. Va convèncer els altres que el millor era actuar immediatament. Així, el 29 de setembre de 522 aC, van matar el fals Esmerdis. Darios va ser nomenat rei.

## General de Darios
Darios va començar el seu regnat en un imperi on hi havia una gran confusió. Pràcticament totes les províncies es van rebel·lar. La revolta més important va ser la dels medes encapçalats per Fraortes, que es va estendre a Pàrtia i el nord d'Armènia.
Al hivern del 522 aC al 521 aC, Hidarnes s'ocupava de la guerra contra els medes. Va poder d'ocupar els passos entre Mèdia i el cor de Pèrsia, entre els territoris ocupats per Fraortes i Vahyazdata, un rebel que controlava Pèrsia.
Una possible explicació d'això és que Hidarnes hagués estat enviat prèviament des de Mèdia cap al sud a l'octubre. Si això és correcte, significa que Darios va sospitar des d'un primer moment que homes com Vahyazdata causarien problemes, enviant a Hidarnes a la regió. Aquest, en arribar gairebé a Pèrsia hauria rebut la notícia de la rebel·lió dels medes, i va decidir quedar-se on estava, en àrea muntanyenca, on impediria un possible contacte entre tots dos rebels.
Era molt difícil, però el cas és que va derrotar a Fraortes el 12 de gener. Encara que les baixes entre els medes van ser grans i es van capturar nombrosos presoners, la victòria no pot qualificar-se de contundent o decisiva. Darios no va poder perseguir l'enemic i es va haver d'acontentar a defensar el cor de Pèrsia. Al cap de quatre mesos, Darios va entrar a Mèdia amb un nou exèrcit acabat de reclutar, liquidant finalment la rebel·lió.
No és clar que va ser de Hidarnes, però és probable que fos el Miturna que governava la satrapia de Mèdia l'any 499 aC. 
Es creu que era el militar que va escortar als espartans Espèrties i Bulis fins a Susa; aquests dos espartans havien estat entregats a Pèrsia com a reparació per la mort dels ambaixadors perses a Esparta.
Hidarnes va tenir almenys dos fills, Hidarnes II i Sisamnes. La família es va mantenir en el cercle de confiança de la casa reial fins que el besnet d'Hidarnes, Tissafernes, va caure en desgràcia l'any 395 aC.